# Bandeiras das subdivisões da Rússia

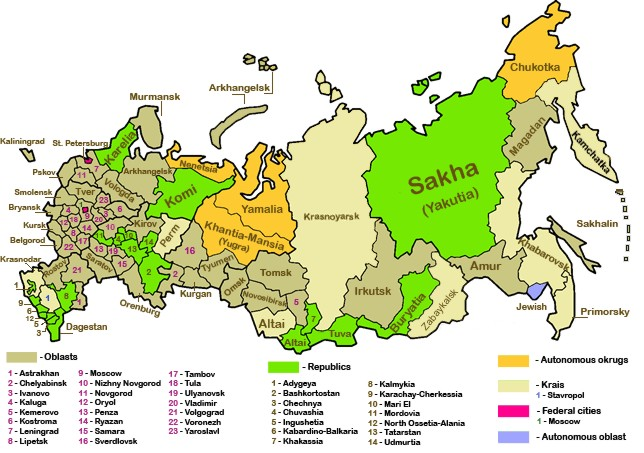
Mapa da Rússia com as subdivisões em cores diferentes em função de sua categoria.

O termo Bandeiras das subdivisões da Rússia corresponde ao conjunto de bandeiras das unidades sub-nacionais que compõem a Federação Russa.
Todas as subdivisões da Rússia têm direito a ter uma bandeira própria,portanto, essa permissão só passou a existir um pouco antes de 1994, ou seja, apenas após a instalação da Federação Russa, em 1991.
As leis que definem essas bandeiras são muito semelhantes entre si, sendo quase idênticas, palavra por palavra, em quase sua totalidade. Por sua vez, essas lei foram baseadas na atual Constituição russa no artigo que trata sobre a bandeira, o brasão de armas e o hino, que também tem grande semelhança, em grande parte, com os artigos da Constituição Soviética de 1980 que definiam a bandeira soviética, ou possivelmente das constituições anteriores.

## Influências

### Elementos soviéticos
Muitos dos desenhos atuais de bandeiras sub-nacionais russas ainda incluem alguns elementos que remetem às bandeiras do período soviético. Um desses elementos é a barra vertical do lado da mastro, que lembra o desenho da bandeira da República Socialista Federativa Soviética da Rússia. Esse elemento está presente nas bandeiras das repúblicas da Cacássia e Chechênia, nas dos Krai de Altai, assim como nas bandeiras dos Oblasts de Kemerovo, Kostoma, Penza, Rostov, Vladímir. Um segundo elemento bastante recorrente é o fundo vermelho predominante em muitas bandeiras como nos Krais de Altai e Krasnoiarsk, em diversas bandeiras dos Oblasts e nas duas cidades federais, São Petersburgo e Moscou. Finalmente, o mais evidente de todos é o símbolo da foice e martelo, mantido nos bandeiras do Krai de Krasnoiarsk, e nos Oblasts de Briansk e Vladímir.

### Influência da bandeira russa atual
Um grande número de subdivisões usam as cores pan-eslavas da atual bandeira da Rússia, ou seja, o branco, o azul e o vermelho. Contudo, segundo a Constituição Russa de 2000, é proibido a qualquer subdivisão usar a bandeira nacional, sendo que a uma exceção é a aceita para o caso de bandeiras adotadas antes da lei federal.

### Bandeiras étncas
O grupo étnico russo compõe 79,8% da população do país, no entanto a Rússia é também o lar de diversas consideráveis minorias. No total, 160 outros grupos étnicos e povos indígenas vivem dentro de suas fronteiras. Essa diversidade também influencia as bandeiras russas, especialmente das Repúblicas, que organizam-se em geral em territórios tradicionais de minorias étnicas ou de grupos minoritários. Essas bandeiras possuem uma série de símbolos e cores que remetem a história, território ocupado ou cultura dessas minorias.

## Galeria
A Rússia consiste numa federação dividida em 83 subdivisões (субъе́кты, subiêkti), sendo estas distribuídas do seguinte modo:

### Repúblicas
São 21 repúblicas (plural республики, respúbliki; singular республика, respúblika).
| Bandeira (proporção largura-comprimento) | Identificação                                                            | Data de adoção          | Outras informações                                                           | Localização                          |
| ---------------------------------------- | ------------------------------------------------------------------------ | ----------------------- | ---------------------------------------------------------------------------- | ------------------------------------ |
| (1:2)                                    | Bandeira da Adiguésia russo: Флаг Адыгеи                                 | 24 de março de 1992     | Bandeira étnica que representa, basicamente as tribos circassianas e o islã. | República da Adiguésia               |
| (1:2)                                    | Bandeira de Altai russo: Флаг Алтая                                      | 2 de julho de 1992      |                                                                              | República de Altai                   |
| (2:3)                                    | Bandeira do Bascortostão russo: Флаг Башкортостана                       | 25 de fevereiro de 1992 | A flor "Kurai" representa o povo basquir.                                    | República do Bascortostão            |
| (1:2)                                    | Bandeira da Buriácia russo: Флаг Бурятии                                 | 29 de outubro de 1992   |                                                                              | República da Buriácia                |
| (2:3)                                    | Bandeira da Cabárdia-Balcária russo: Флаг Кабардино-Балкарии             | 21 de julho de 1994     |                                                                              | República da Cabárdia-Balcária       |
| (1:2)                                    | Bandeira da Cacássia russo: Флаг Хакасии                                 | 6 de junho de 1992      |                                                                              | República da Cacássia                |
| (1:2)                                    | Bandeira da Calmúquia russo: Флаг Калмыкии                               | 30 de outubro de 1993   | A flor lótus representa a fé budista dos calmúques.                          | República da Calmúquia               |
| (1:2)                                    | Bandeira de Carachai-Circássia russo: Флаг Карачаево-Черкесии            | 3 de fevereiro de 1994  |                                                                              | República da Carachai-Circássia      |
| (2:3)                                    | Bandeira da Carélia russo: Флаг Карелии                                  | 16 de fevereiro de 1993 |                                                                              | República da Carélia                 |
| (2:3)                                    | Bandeira da Chechênia russo: Флаг Чечни                                  | 22 de junho de 2004     |                                                                              | República da Chechênia               |
| (5:8)                                    | Bandeira da Chuváchia russo: Флаг Чувашии                                | 29 de abril de 1992     |                                                                              | República da Chuváchia               |
| (2:3)                                    | Bandeira do Daguestão russo: Флаг Дагестана                              | 26 de fevereiro de 1992 |                                                                              | República do Daguestão               |
| (1:2)                                    | Bandeira da Iacútia russo: Флаг Якутии                                   | 14 de dezembro de 1992  |                                                                              | República da Iacútia                 |
| (2:3)                                    | Bandeira da Inguchétia russo: Флаг Ингушетии                             | 17 de junho de 1999     |                                                                              | República da Inguchétia              |
| (2:3)                                    | Bandeira de Komi russo: Флаг Коми                                        | 17 de dezembro de 1997  |                                                                              | República de Komi                    |
| (2:3)                                    | Bandeira de Mari El russo: Флаг Марий Эл                                 | 3 de setembro de 1992   |                                                                              | República de Mari El                 |
| (2:3)                                    | Bandeira da Mordóvia russo: Флаг Мордовии                                | 30 de março de 1995     |                                                                              | República da Mordóvia                |
| (1:2)                                    | Bandeira da Ossétia do Norte-Alânia russo: Флаг Северной Осетии — Алании | 2 de outubro de 1991    |                                                                              | República da Ossétia do Norte-Alânia |
| (1:2)                                    | Bandeira do Tartaristão russo: Флаг Татарстана                           | 29 de novembro de 1991  |                                                                              | República do Tartaristão             |
| (2:3)                                    | Bandeira de Tuva russo: Флаг Тувы                                        | 17 de setembro de 1992  |                                                                              | República de Tuva                    |
| (1:2)                                    | Bandeira da Udmúrtia russo: Флаг Удмуртии                                | 3 de dezembro de 1993   |                                                                              | República da Udmúrtia                |

### Krais
São 9 territórios ou krais (plural края, kraiá; singular край, krai
| Bandeira (proporção largura-comprimento) | Identificação                                            | Data de adoção          | Outras informações | Localização         |
| ---------------------------------------- | -------------------------------------------------------- | ----------------------- | ------------------ | ------------------- |
| (1:2)                                    | Bandeira de Altai russo: Флаг Алтайского края            | 29 de junho de 2000     |                    | Krai de Altai       |
| (2:3)                                    | Bandeira de Kamtchatka russo: Флаг Камчатского края      | 17 de fevereiro de 2002 |                    | Krai de Kamtchatka  |
| (2:3)                                    | Bandeira de Khabarovsk russo: Флаг Хабаровского края     | 28 de julho de 1994     |                    | Krai de Khabarovsk  |
| (2:3)                                    | Bandeira de Krasnodar russo: Флаг Краснодарского края    | 24 de março de 1995     |                    | Krai de Krasnodar   |
| (2:3)                                    | Bandeira de Krasnoiarsk russo: Флаг Красноярского края   | 27 de março de 2000     |                    | Krai de Krasnoiarsk |
| (2:3)                                    | Bandeira de Perm russo: Флаг Пермского края              | 17 de abril de 2003     |                    | Krai de Perm        |
| (2:3)                                    | Bandeira do Krai do Litoral russo: Флаг Приморского края | 22 de fevereiro de 1995 |                    | Krai do Litoral     |
| (2:3)                                    | Bandeira de Stavropol russo: Флаг Ставропольского края   | 15 de maio de 1997      |                    | Krai de Stavropol   |
| (2:3)                                    | Bandeira de Zabaikalski russo: Флаг Забайкальского края  | 11 de fevereiro de 2009 |                    | Krai de Zabaikalski |

### Oblasts
São 46 províncias ou oblasts (plural области, óblasti; singular область, óblast
| Bandeira (proporção largura-comprimento) | Identificação                                                | Data de adoção          | Outras informações                             | Localização              |
| ---------------------------------------- | ------------------------------------------------------------ | ----------------------- | ---------------------------------------------- | ------------------------ |
| (2:3)                                    | Bandeira de Amur russo: Флаг Амурской области                | 29 de abril de 1999     |                                                | Oblast de Amur           |
| (2:3)                                    | Bandeira de Arcangel russo: Флаг Архангельской области       | 23 de setembro de 2009  |                                                | Oblast de Arcangel       |
| (2:3)                                    | Bandeira de Astracã russo: Флаг Астраханской области         | 13 de dezembro de 2001  |                                                | Oblast de Astracã        |
| (2:3)                                    | Bandeira de Belgorod russo: Флаг Белгородской области        | 22 de julho de 2000     |                                                | Oblast de Belgorod       |
| (2:3)                                    | Bandeira de Briansk russo: Флаг Брянской области             | 5 de novembro de 1998   |                                                | Oblast de Briansk        |
| (2:3)                                    | Bandeira de Tcheliabinsk russo: Флаг Челябинской области     | 27 de dezembro de 2001  |                                                | Oblast de Tcheliabinsk   |
| (2:3)                                    | Bandeira de Iaroslavl russo: Флаг Ярославской области        | 27 de fevereiro de 2001 |                                                | Oblast de Iaroslavl      |
| (2:3)                                    | Bandeira de Irkutsk russo: Флаг Иркутской области            | 25 de junho de 1997     |                                                | Oblast de Irkutsk        |
| (2:3)                                    | Bandeira de Ivanovo russo: Флаг Ивановской области           | 3 de março de 1998      |                                                | Oblast de Ivanovo        |
| (2:3)                                    | Bandeira de Kaliningrado russo: Флаг Калининградской области | 8 de julho de 2006      |                                                | Oblast de Kaliningrado   |
| (2:3)                                    | Bandeira de Kaluga russo: Флаг Калужской области             | 30 de janeiro de 2004   |                                                | Oblast de Kaluga         |
| (2:3)                                    | Bandeira de Kemerovo russo: Флаг Кемеровской области         | 3 de março de 2003      |                                                | Oblast de Kemerovo       |
| (2:3)                                    | Bandeira de Kirov russo: Флаг Кировской области              | 26 de junho de 2003     |                                                | Oblast de Kirov          |
| (2:3)                                    | Bandeira de Kostroma russo: Флаг Костромской области         | 20 de abril de 2006     |                                                | Oblast de Kostroma       |
| (1:2)                                    | Bandeira de Kurgan russo: Флаг Курганской области            | 25 de novembro de 1997  |                                                | Oblast de Kurgan         |
| (2:3)                                    | Bandeira de Kursk russo: Флаг Курской области                | 17 de dezembro de 1996  |                                                | Oblast de Kursk          |
| (2:3)                                    | Bandeira de Leningrado russo: Флаг Ленинградской области     | 9 de dezembro de 1997   |                                                | Oblast de Leningrado     |
| (2:3)                                    | Bandeira de Lipetsk russo: Флаг Липецкой области             | 10 de julho de 2003     |                                                | Oblast de Lipetsk        |
| (2:3)                                    | Bandeira de Magadan russo: Флаг Магаданской области          | 28 de dezembro de 2001  |                                                | Oblast de Magadan        |
| (2:3)                                    | Bandeira de Moscou russo: Флаг Московской области            | 3 de dezembro de 1997   |                                                | Oblast de Moscou         |
| (2:3)                                    | Bandeira de Murmansk russo: Флаг Мурманской области          | 25 de junho de 2004     |                                                | Oblast de Murmansk       |
| (2:3)                                    | Bandeira de Nijni Novgorod russo: Флаг Нижегородской области | 28 de abril de 2005     |                                                | Oblast de Nijni Novgorod |
| (2:3)                                    | Bandeira de Novgorod russo: Флаг Новгородской области        | 19 de dezembro de 2007  |                                                | Oblast de Novgorod       |
| (2:3)                                    | Bandeira de Novosibirsk russo: Флаг Новосибирской области    | 25 de julho de 2003     |                                                | Oblast de Novosibirsk    |
| (2:3)                                    | Bandeira de Omsk russo: Флаг Омской области                  | 11 de junho de 2003     |                                                | Oblast de Omsk           |
| (2:3)                                    | Bandeira de Oremburgo russo: Флаг Оренбургской области       | 17 de novembro de 1997  |                                                | Oblast de Oremburgo      |
| (2:3)                                    | Bandeira de Oriol russo: Флаг Орловской области              | 31 de junho de 2002     |                                                | Oblast de Oriol          |
| (2:3)                                    | Bandeira de Penza russo: Флаг Пензенской области             | 15 de novembro de 2002  |                                                | Oblast de Penza          |
| (2:3)                                    | Bandeira de Rostov russo: Флаг Ростовской области            | 28 de outubro de 1996   |                                                | Oblast de Rostov         |
| (2:3)                                    | Bandeira de Riazan russo: Флаг Рязанской области             | 2 de junho de 2000      |                                                | Oblast de Riazan         |
| (2:3)                                    | Bandeira de Sacalina russo: Флаг Сахалинской области         | 28 de novembro de 1997  | Mapa da ilha de Sacalina com as Ilhas Curilas. | Oblast de Sacalina       |
| (2:3)                                    | Bandeira de Samara russo: Флаг Самарской области             | 13 de outubro de 1998   |                                                | Oblast de Samara         |
| (2:3)                                    | Bandeira de Saratov russo: Флаг Саратовской области          | 5 de setembro de 1996   |                                                | Oblast de Saratov        |
| (2:3)                                    | Bandeira de Smolensk russo: Флаг Смоленской области          | 10 de dezembro de 1998  |                                                | Oblast de Smolensk       |
| (2:3)                                    | Bandeira de Sverdlovsk russo: Флаг Свердловской области      | 4 de abril de 1997      |                                                | Oblast de Sverdlovsk     |
| (2:3)                                    | Bandeira de Tambov russo: Флаг Тамбовской области            | 22 de fevereiro de 2005 |                                                | Oblast de Tambov         |
| (2:3)                                    | Bandeira de Tiumen russo: Флаг Тюменской области             | 15 de abril de 1996     |                                                | Oblast de Tiumen         |
| (2:3)                                    | Bandeira de Tomsk russo: Флаг Томской области                | 29 de maio de 1997      |                                                | Oblast de Tomsk          |
| (2:3)                                    | Bandeira de Tver russo: Флаг Тверской области                | 28 de novembro de 1996  |                                                | Oblast de Tver           |
| (2:3)                                    | Bandeira de Tula russo: Флаг Тульской области                | 24 de novembro de 2005  |                                                | Oblast de Tula           |
| (2:3)                                    | Bandeira de Ulianovsk russo: Флаг Ульяновской области        | 3 de março de 2004      |                                                | Oblast de Ulianovsk      |
| (2:3)                                    | Bandeira de Vladímir russo: Флаг Владимирской области        | 28 de abril de 1999     |                                                | Oblast de Vladímir       |
| (2:3)                                    | Bandeira de Volgogrado russo: Флаг Волгоградской области     | 18 de setembro de 2000  |                                                | Oblast de Volgogrado     |
| (2:3)                                    | Bandeira de Vologda russo: Флаг Вологодской области          | 5 de dezembro de 1997   |                                                | Oblast de Vologda        |
| (2:3)                                    | Bandeira de Voronej russo: Флаг Воронежской области          | 5 de junho de 2005      |                                                | Oblast de Voronej        |

### Cidades autónomas
São 2 cidades autônomas (plural федеральные города, federálnîie gorodá; singular федеральный город, federálnîi górod

Bandeira de Moscovo
Bandeira de São Petersburgo

### Oblasts autónomos
Apenas 1 província autônoma (автономная область, avtonómnaia óblast

Bandeira do Óblast Autônomo Judaico

## Okrugs autónomos
São 4 distritos autônomos (plural автономные округа, avtonómnîie okrugá; singular автономный округ, avtonómnîi ókrug

Bandeira de Tchukotka
Bandeira de Iamália
Bandeira de Khantia-Mansia
Bandeira de Nenétsia

## Bandeiras de subdivisões extinguidas

Bandeira de Aga Buriácia[9]
Bandeira do Óblast de Tchita[10]
Bandeira de Evenkia[11]
Bandeira do Oblast de Kamtchatka[12]
Bandeira de Koriakia[13]
Bandeira do Oblast de Perm[14]
Bandeira de Permiakia[15]
Bandeira de Taimyr[11]
Bandeira de Ust-Orda Buriácia[16]

## Semelhanças
Algumas dessas bandeiras tem semelhança com bandeiras de outros países, sejam elas nacionais ou de seus entes federativos. É o caso da bandeira da República de Chechênia e Tartaristão, que tem bastante semelhança com a bandeira do municipio brasileiro de Pindamonhangaba, e seguem a mesma cor na ordem verde, branco e vermelho.  A bandeira do Oblast de Rostov, apesar de invertida, tem as mesmas cores que as bandeiras das repúblicas de Moldávia, Romênia, Chade, e também da organização internacional Soka Gakkai Internacional (como pode se notar ao lado).